# Loris
Loris (plural: loriși) este un mamifer primat solitar, care trăiește în pădurile tropicale din sud-estul Asiei. Este un animal arboricol, nocturn, cu dimensiuni de 18 la 38 cm și o coadă scurtă, de 3 cm. Are ochi enormi, degete cu care poate apuca, iar degetele de la picioare sunt opozabile. 
Este omnivor, și se hrănește în special cu insecte, șopârle, fructe și muguri ai unor plante.
În captivitate trăiește până la 13 ani.
Numele este unul ambiguu. „Loris” este numele dat mai multor specii din Lorinae (sau Lorisinae) din familia Lorisidae, incluzând specii din două genuri diferite: atât din Nycticebus cât și din genul Loris.

## Listă de loriși
- Loris tardigradus
- Nycticebus bengalensis
- Nycticebus pygmaeus
- Loris lydekkerianus
- Nycticebus coucang
- Nycticebus pygmaeus
- Olar Loris